# Konrad Ciesiołkiewicz
Konrad Zygfryd Ciesiołkiewicz (ur. 24 grudnia 1977 w Warszawie) – polski politolog, menedżer i urzędnik państwowy, instruktor ZHR, w latach 2005–2006 rzecznik prasowy rządu Kazimierza Marcinkiewicza.

## Życiorys

### Wykształcenie i działalność harcerska
Uzyskał tytuł zawodowy magistra na Wydziale Dziennikarstwa i Nauk Politycznych Uniwersytetu Warszawskiego, w zakresie politologii na Wydziale Nauk Historycznych i Społecznych Uniwersytetu Kardynała Stefana Wyszyńskiego w Warszawie oraz w zakresie psychologii w Szkole Wyższej Psychologii Społecznej. Ukończył również podyplomowe studium menedżerskie w Szkole Głównej Handlowej w Warszawie. W 2016 ukończył program Executive MBA w ramach Francuskiego Instytutu Zarządzania. Został również certyfikowanym coachem International Coaching Community. W 2021 uzyskał w Wyższej Szkole Informatyki i Zarządzania w Rzeszowie stopień doktora na podstawie pracy pt. Podmiotowość komunikacyjna i funkcjonowanie Rady Dialogu Społecznego w zmediatyzowanej sferze publicznej w latach 2015–2019, której promotorem był Dariusz Tworzydło.
Był instruktorem Związku Harcerstwa Rzeczypospolitej w stopniu harcmistrza, przechodząc następnie w stan spoczynku. Wywodzi się ze szczepu 145 Warszawskich Drużyn Harcerzy i Zuchów. W latach 1997–1999 pełnił funkcję drużynowego 145 Warszawskiej Drużyny Harcerzy „Dykuman”. Od 1999 do 2001 był rzecznikiem prasowym ZHR, a w latach 2004–2006 członkiem Rady Naczelnej ZHR.

### Działalność publiczna i zawodowa
W czasie studiów krótko należał do Zjednoczenia Chrześcijańsko-Narodowego. W tym okresie związał się też zawodowo z branżą public relations. Później od 2003 do 2005 sprawował funkcję dyrektora biura prasowego partii Prawo i Sprawiedliwość oraz rzecznika klubu parlamentarnego PiS. W wyborach samorządowych w 2002 został z listy tej partii wybrany na radnego warszawskiej dzielnicy Wawer.
Od 31 października 2005 do 13 lipca 2006 pełnił funkcję rzecznika prasowego w rządzie Kazimierza Marcinkiewicza oraz podsekretarza stanu w Kancelarii Prezesa Rady Ministrów. W latach 2005–2007 był członkiem PiS. Od lipca do grudnia 2006 był doradcą i pełnomocnikiem p.o. prezydenta Warszawy Kazimierza Marcinkiewicza ds. komunikacji społecznej.
Od maja do grudnia 2007 w spółce akcyjnej Polkomtel pracował na stanowisku zastępcy dyrektora departamentu komunikacji marketingowej, zajmował się alternatywnymi kanałami komunikacji. W styczniu 2008 został dyrektorem departamentu public relations w Telekomunikacji Polskiej (następnie Orange Polska), później został dyrektorem komunikacji korporacyjnej i CSR, pełnił także obowiązki prezesa Fundacji Orange.
W latach 2016–2018 był sekretarzem Komitetu Dialogu Społecznego Krajowej Izby Gospodarczej, a w listopadzie 2018 objął funkcję przewodniczącego tej instytucji. Został także członkiem rady Fundacji Dorastaj z Nami, a w 2019 objął funkcję przewodniczącego tego gremium. Powołany do rady Programu Liderzy Polsko-Amerykańskiej Fundacji Wolności na kadencję 2017–2019. W listopadzie 2017 dołączył do zespołu Laboratorium „Więzi”, chrześcijańskiego think tanku środowiska skupionego wokół kwartalnika „Więź”. Znalazł się wśród inicjatorów międzyśrodowiskowej inicjatywy programowej „Projekt Oczyszczalnia”.
We wrześniu 2024 został wybrany przez Sejm w skład Państwowej Komisji do spraw wyjaśniania przypadków czynności skierowanych przeciwko wolności seksualnej i obyczajności wobec małoletniego poniżej lat 15.
Jest autorem tekstów z zakresu mediów, gospodarki i polityki publikowanych w „Rzeczpospolitej”, „Gazecie Wyborczej”, „Dzienniku”, „Życiu Warszawy”, serwisie internetowym Wirtualne Media. Prowadził także zajęcia z public relations w Instytucie Politologii na Uniwersytecie Kardynała Stefana Wyszyńskiego w Warszawie. W 2013 otrzymał nagrodę Lwa PR 2012 w kategorii biznes, przyznawaną przez Polskie Stowarzyszenie Public Relations. W 2023 otrzymał Nagrodę im. Janusza Korczaka w kategorii dla osób publicznych działających na rzecz dzieci i młodzieży.

## Wyróżnienia
- Nagroda im. Michała Serzyckiego (2025)[21]

## Życie prywatne
Od 2007 jest mężem dziennikarki TVN24 Brygidy Grysiak. Małżonkowie byli ambasadorami zorganizowanych w Krakowie Światowych Dni Młodzieży 2016. Zostali także powołani przez kardynała Kazimierza Nycza do rady duszpasterskiej archidiecezji warszawskiej.